# Блек-Рівер (Нью-Йорк)
Блек-Рівер (англ. Black River) — селище (англ. village) в США, в окрузі Джефферсон штату Нью-Йорк. Населення — 1232 особи (2020).

## Географія
Блек-Рівер розташований за координатами 44°0′34″ пн. ш. 75°47′47″ зх. д. / 44.00944° пн. ш. 75.79639° зх. д. (44.009525, -75.796463).  За даними Бюро перепису населення США в 2010 році селище мало площу 4,78 км², з яких 4,64 км² — суходіл та 0,14 км² — водойми.

## Демографія
Згідно з переписом 2010 року, у селищі мешкало 1348 осіб у 549 домогосподарствах у складі 377 родин. Густота населення становила 282 особи/км².  Було 596 помешкань (125/км²).
Расовий склад населення:
| - 89,6 % — білих - 4,4 % — чорних або афроамериканців - 1,9 % — азіатів - 0,2 % — корінних американців - 0,1 % — вихідців з тихоокеанських островів |

До двох чи більше рас належало 3,3 %. Частка іспаномовних становила 3,5 % від усіх жителів.
За віковим діапазоном населення розподілялося таким чином: 25,1 % — особи молодші 18 років, 62,1 % — особи у віці 18—64 років, 12,8 % — особи у віці 65 років та старші. Медіана віку мешканця становила 38,9 року. На 100 осіб жіночої статі у селищі припадало 94,5 чоловіків;  на 100 жінок у віці від 18 років та старших — 92,9 чоловіків також старших 18 років.
Середній дохід на одне домашнє господарство  становив 67 581 долар США (медіана — 60 000), а середній дохід на одну сім'ю — 78 742 долари (медіана — 73 068). Медіана доходів становила 51 029 доларів для чоловіків та 37 500 доларів для жінок. За межею бідності перебувало 9,8 % осіб, у тому числі 19,3 % дітей у віці до 18 років та 7,6 % осіб у віці 65 років та старших.
Цивільне працевлаштоване населення становило 446 осіб. Основні галузі зайнятості: освіта, охорона здоров'я та соціальна допомога — 25,6 %, публічна адміністрація — 13,5 %, роздрібна торгівля — 12,6 %.